# Mike Williams
Mike Williams, född 27 november 1996, artistnamn för Mike Willemsen, är en nederländsk DJ, musiker och musikproducent från Kortenhoff, Nederländerna. Williams är bäst känd för att ha arbetat med Tiësto och som en artist för Spinnin' Records, som betraktar Williams som "en artist av framtiden". Williams är en av pionjärerna inom future bounce-genren, en genre inom future house som växt fort inom EDM-världen. Andra pionjärer inom future bounce är Justin Mylo, Brooks och Mesto.

## Historia

### Uppväxt
Willemsen började spela piano redan i 6-årsåldern och tog lektioner när han blev äldre. När han blev äldre lärde han sig a prima vista på sina pianolektioner, men han valde att skapa sin egen musik. Han slutade gå på pianolektioner och började skapa musik med sin laptop och högtalare.När han fyllde 12 lärde han sig att DJ:a och producerade sin första låt. När Williams fyllde 14 började han spela på klubbar som DJ.

### Musikkarriär
I början släppte Williams singlar och bootlegs av låtar som "Blame" av Calvin Harris och "I Really Like You" av Carly Rae Jepsen, som samlade ihop över 3 miljoner spelningar på Soundcloud. Remixen av Harris singel spelades ofta av andra DJ:s som Oliver Heldens. Williams släppte sin första singel "Konnichiwa" den 31 januari 2015. Därefter släppte han "Battlefield" under artistnamnet "WLLMS" med Robby East den 26 juni 2015.Efter sina två hits skrev han kontrakt med Spinnin' Records.En av de första låtarna han jobbade på efter sitt kontrakt var med artisten Tiësto.
Den 5 januari 2017 startade Williams sin egen radioshow "Mike Williams on Track", där han spelar både sin egen musik samt musik av andra artister. Fyra dagar senare släppte Williams en singel med skivbolaget Musical Freedom, sin första singel det året.
År 2017 hamnade Williams på plats 60 i DJ MAG's Top 100 DJs och året därpå hamnade han på plats 66.

## Diskografi
| År   | Titel                                  |
| ---- | -------------------------------------- |
| 2020 | ”Make You Mine”                        |
| 2019 | "Wait For You"                         |
| 2019 | "I'm Not Sorry"                        |
| 2019 | "I Got You"                            |
| 2018 | "Wait Another Day" Med Mesto           |
| 2018 | "The Beat"                             |
| 2018 | "Rocket"                               |
| 2018 | "Lullaby" Med R3hab                    |
| 2018 | "Give It Up"                           |
| 2018 | "Feels Like Yeasterday"                |
| 2017 | "Bambini"                              |
| 2017 | "Let's Go" Med Lucas & Steve & Curbi)  |
| 2017 | "Jetlag" Med Brooks                    |
| 2017 | "Melody"                               |
| 2017 | "You & I"                              |
| 2017 | "Feel Good"                            |
| 2017 | "Another Night"                        |
| 2017 | "Don't Hurt"                           |
| 2017 | "Step Up"                              |
| 2016 | "Take Me Down"                         |
| 2016 | "I Want You"                           |
| 2016 | "Groovy George" Med Justin Mylo        |
| 2016 | "Sweet & Sour"                         |
| 2015 | "Battlefield" som WLLMS med Robby East |
| 2015 | "Candy" Med Dastic                     |
| 2015 | "Konnichiwa"                           |